# Congregazione del censo
La Congregazione del censo, ufficialmente in latino Congregatio censi era un organismo della Curia romana, oggi soppresso.

## Storia
La Congregazione del censo era nata per volere di papa Pio VII nel 1801 in concomitanza con la creazione della Dativa reale, una tassa imposta dal governo pontificio su tutti i fondi agricoli all'interno dello Stato della Chiesa. Tale tassa, a differenza delle precedenti tasse sui terreni agricoli che variavano in base al valore fondiario della proprietà, basato sui dati catastali (peraltro imprecisi) del catasto piano decretato da papa Pio VI del 1777 e precedenti, si basava ora sul censo, ovvero sul reddito annuale dichiarato dal proprietario del terreno all'agenzia delle entrate.

## Cronotassi dei presidenti
- Cardinale Cesare Guerrieri Gonzaga (22 luglio 1816 - 5 febbraio 1832 deceduto)
  - Monsignore Domenico Cattani (6 febbraio 1832 - 6 aprile 1835 dimesso) (pro-presidente)
  - Monsignore Paolo Mangelli Orsi (6 aprile 1835 - 11 luglio 1837 dimesso) (pro-presidente)
- Cardinale Giovanni Francesco Falzacappa (11 luglio 1837 - 1º settembre 1840 deceduto)
  - Monsignore Gaspare Grassellini (1º settembre 1840 - 18 luglio 1847 dimesso) (pro-presidente)
- Cardinale Luigi Vannicelli Casoni (18 luglio 1847 - 20 maggio 1850 nominato arcivescovo metropolita di Ferrara)
- Cardinale Giuseppe Bofondi (11 luglio 1850 - 2 dicembre 1867 deceduto)
- Cardinale Camillo Di Pietro (20 dicembre 1867 - 20 settembre 1870 congregazione soppressa)

## Fonti
- Gaetano Moroni, Dizionario di erudizione storico-ecclesiastica, vol. XVI, Venezia 1842, p. 161-168